# 薔薇のしっぽ
『薔薇のしっぽ 』は、早瀬優香子の5枚目のオリジナル・アルバム。1989年07月25日にシックスティレコード（販売元はワーナー・パイオニア）より発売された。

## 概要
- カルロス菅野プロデュース。アレンジにパーカッションがフィーチャーされたラテン・ナンバーが多いアルバム。
- 早瀬本人が作詞6曲、作曲2曲を手がけている。
- 映像集『永遠のサバンナ-薔薇のしっぽ-』も発売された。
- ジャケット写真では早瀬本人のノーメイクの写真が使用されている。

## 収録曲
1. 永遠のサバンナ
  - 作詞：早瀬優香子／作曲：早瀬優香子／編曲：前嶋康明 & カルロス菅野

※本人作詞・曲によるラテン・ナンバー。
2. IL（ベッドの中では）
  - 日本語詞：早瀬優香子／作詞：Claret／作曲：Lyprendi・Claret／編曲：前嶋康明 & カルロス菅野

※本人、選曲によるCathy Claret『PORQUE, PORQUE』のカヴァー。
3. 5才の子供
  - 作詞：早瀬優香子／作曲：島健／編曲：前嶋康明 & カルロス菅野／弦編曲：米光亮
4. マリリン＆ジョンの微笑（Album Version）
  - 日本語詞：三浦徳子／作詞・作曲：Etienne Roda-Gil・Frank Langolff／編曲：前嶋康明 & カルロス菅野

※Vanessa Paradis『Marilyn&John』のカヴァー。
※未表記だが、デュエット・ヴォーカルがシングルでは渡辺裕之だったがこのアルバムではカルロス菅野が歌唱するアルバム・ヴァージョンで収録。
5. 薔薇のしっぽ
  - 作詞：早瀬優香子／作曲：早瀬優香子／編曲：前嶋康明 & カルロス菅野
6. あなたのキリンが走る
  - 作詞：早瀬優香子／作曲：塩谷哲／編曲：米光亮
7. 風とエレファント
  - 作詞：三浦徳子／作曲：カルロス菅野／編曲：前嶋康明 & カルロス菅野
8. SAVANNA（Instrumental）
  - 作曲：早瀬優香子／編曲：前嶋康明 & カルロス菅野

※Tr.01「永遠のサバンナ」のインストゥルメンタル・ヴァージョン
9. 家へ帰るの
  - 作詞：早瀬優香子／作曲：平山国次／編曲：前嶋康明 & カルロス菅野

## クレジット
- Guitar：和田晃、谷康一
- Keyboards & Piano：前嶋康明
- Piano & E.Piano：津垣博通
- Drums：木村万作
- Bass：八尋洋一、坂井紅介、高水健司
- Percussion, Conga & Vocal：カルロス菅野
- Computer Program & Guitar：米光亮
- Sax：斉藤靖
- Mouth harp：八木のぶお

- Producer：カルロス菅野
- Arranger：前嶋康明、カルロス菅野、米光亮
- Recording engineer：中越道夫
- Mixing engineer：田中信一
- Recording co-ordinator：鈴木正秋（UP/RIGHT）、福田美穂子（SIXTY RECORDS）
- Recorded & mixed：FREEDOM studio

- Art Director：児玉敦
- Cover Designer：保田薫＋G.P.
- Photographer：庄嶋興志秀

- Executive Producer：三野明洋（SIXTY RECORDS）、早川忠継（BANDAI）

## 発売形態
| 形態 | 発売日         | 品番     | 発売元                                                | 備考 |
| ---- | -------------- | -------- | ----------------------------------------------------- | --- |
| CD   | 1989年07月25日 | 29L2-89  | SIXTY RECORDS 販売元：ワーナー・パイオニア            | |
| CD   | 2016年01月20日 | WQCQ-592 | ワーナーミュージック・ジャパン 販売元：タワーレコード | 【CD再発】2016年デジタル・リマスタリング。タワーレコード限定（Tower To The People）の再発売。ボーナストラックとしてシングルヴァージョンの「マリリン＆ジョンの微笑」（duet with 渡辺裕之）を追加収録。 |
| CT   | 1989年07月25日 | 25L4-89  | SIXTY RECORDS 販売元：ワーナー・パイオニア            | |